# Senador Firmino
Senador Firmino este un oraș în Minas Gerais (MG), Brazilia.